# بیت مدهنه عالم

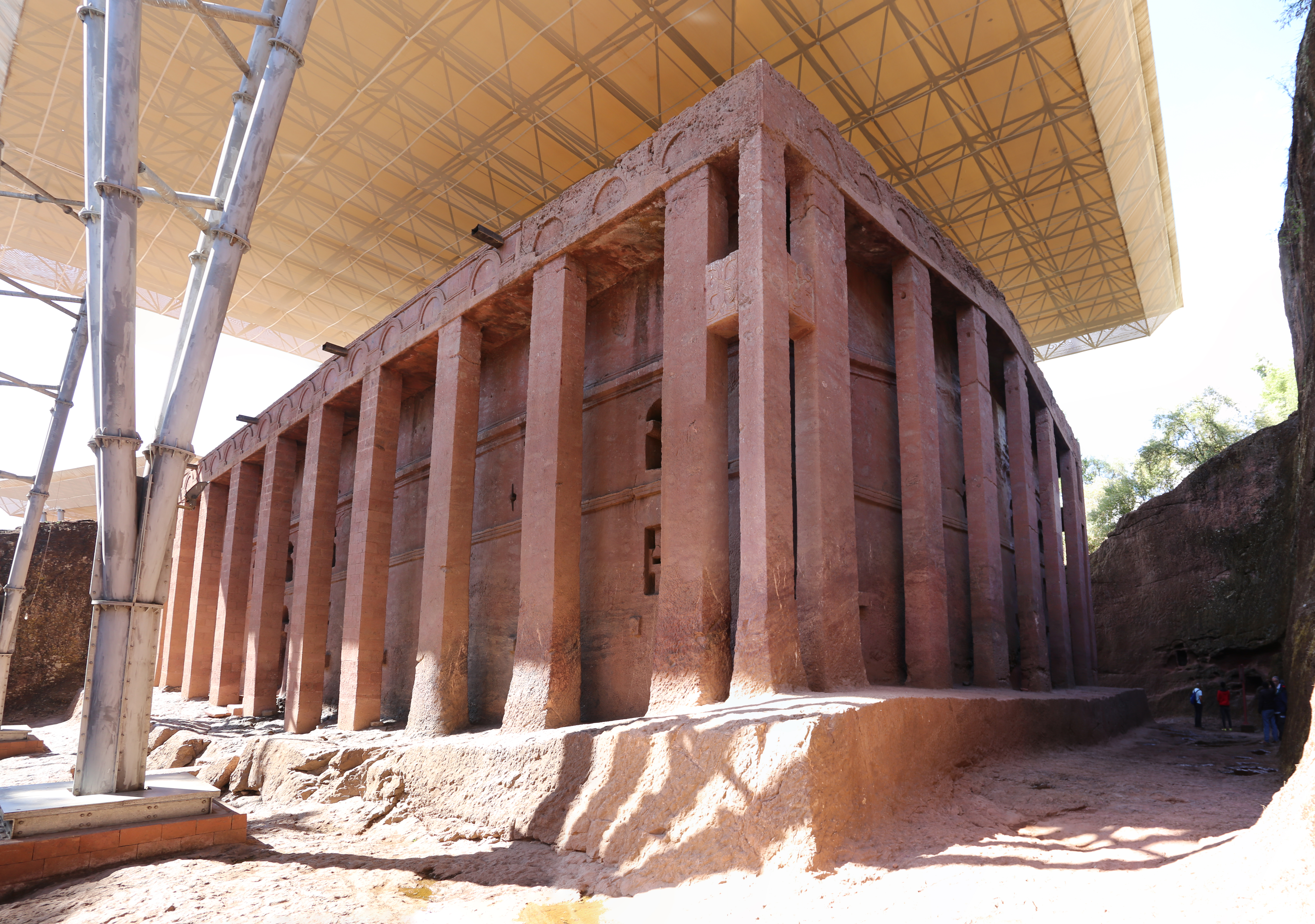
کلیسای سنگی بِیتِه مدهنه عالم در لالی‌بلا، اتیوپی

بیت مدهنه عالم (انگلیسی: Biete Medhane Alem) یک کلیسای زیرزمینی تک‌سنگی معماری کنده‌شده در سنگ متعلق به کلیسای ارتدکس توحیدی اتیوپی است که در لالی‌بلا، اتیوپی واقع شده است. این کلیسا در دوره سلسله زاگوه ساخته شده است. بِیتِه مدهنه عالم بخشی از مجموعه کلیساهای کنده‌شده در صخره لالی‌بلا است.

## نام
نام این کلیسا به معنی «خانه نجات‌دهنده جهان» است و محل نگهداری صلیب لالی‌بلا می‌باشد.